# カイサカ
カイサカ（学名：Bothrops atrox）は、クサリヘビ科ヤジリハブ属に分類される有毒ヘビ。別名にヤジリハブやイエロー・ビヤード（Yellow Beard）やフェルデランスがある。

## 分布
北アメリカ大陸南部からアルゼンチン北部にかけて生息する。

## 形態
全長は1-1.6m。灰色に近い茶褐色の地肌に大きなダイヤのような斑紋が並ぶ。ハブに比べると、体色はやや地味で、落ち葉に隠れると、まったく目立たない。頭は三角形。

## 毒
毒性は強力な出血毒で、命が助かっても悲惨な後遺症に悩まされることも多い。 そのため、本種は中南米では最も危険な毒蛇といわれる。また、ある死亡事故の例では、被害者の傷口を洗った人が自分の指先に付いていた小さな傷から毒が体内に回って翌朝に死亡するという、もらい毒による死亡例も起きている。

## 生態
おもに森林地帯に生息し、地上でも樹上でも活動する。また、畑や果樹園などのプランテーションにも侵入し、人が噛まれる被害が多い。ピット器官で獲物を見つけると素早く毒牙を獲物に突き刺し、一瞬で毒を撃ち込むと元の体勢に戻って次の攻撃に備える。
食性は動物食で、主に小動物で、特に哺乳類や鳥類を好む。
熱帯雨林の大規模な破壊にもかかわらず、個体数が多く、最も一般的なヤジリハブの一種である。
ブラジルのサントス沖には、本種とは別種ではあるが、同属のBothrops insularis (golden lancehead) が多数生息しているケイマーダ・グランデ島（通称：スネーク・アイランド）がある。